# Amplibuteo woodwardi
El águila de Woodward (Amplibuteo woodwardi) es una especie extinta de águila que vivió en América del Norte y en el área del Caribe durante el Pleistoceno Superior. Es una de las mayores aves de presa jamás encontradas, con una longitud corporal total estimada entre 125.6 a 140.2 centímetros, siendo por tanto considerablemente mayor que cualquier águila actual. El águila de Haast de Nueva Zelanda (Harpagornis moreei) alcanzaba longitudes similares pero parece haber sido algo más robusta y con alas más cortas que el águila de Woodward, debido a que el águila de Haast era una especie habitante de los bosques. El águila de Woodward parece haber sido en cambio una cazadora de hábitats abiertos, capturando principalmente a mamíferos y reptiles pequeños.